# Ulica Miodowa w Krakowie
Ulica Miodowa – ulica w Krakowie na Kazimierzu oraz na Grzegórzkach (część na wschód od przepustu drogowego). 

## Historia
Pomiędzy murami miasta Kazimierza a Wisłą biegła w średniowieczu droga podmurna. Po wyburzeniu kazimierskich murów miejskich w początkach XIX wieku powstała ulica nazywana Podbrzeże, Podbrzezie, tak jak przedmieście między Wisłą a murami. Wytyczona około 1865 r. na podstawie planów regulacyjnych z 1828 i 1844 r.
Obecną nazwę otrzymała w 1858 roku, być może od wytwórców syconego miodu mieszkających na Kazimierzu.
Przed 1889 r. wydłużona za ulicę Starowiślną. W swojej wschodniej części ulica przebiega przez przepust drogowy pod linią kolejową nr 91.

## Zabudowa
Zabudowa to głównie kamienice czynszowe z przełomu XIX i XX wieku oraz synagogi i szkoły:
- ul. Miodowa 3 – Czynszowa kamienica, projektował Karol Knaus, 1901.
- ul. Miodowa 6 – Czynszowa kamienica, projektował Karol Knaus, 1899.
- ul. Miodowa 9 – Czynszowa kamienica, projektował Władysław Kleinberger, 1898.
- ul. Miodowa 10 (ul. Bożego Ciała 4) – Czynszowa kamienica, projektował August Pluszczyński, 1835. Obecnie (2024) po remoncie nadbudowana o dwie kondygnacje.
- ul. Miodowa 13 – Czynszowa kamienica, projektował Leopold Tlachna, 1937. Znajdowała się w niej synagoga chasydów z Cieszanowa.
- ul. Miodowa 15  – Czynszowa kamienica, projektował Beniamin Torbe,1896.
- ul. Miodowa 19 – Czynszowa kamienica. Projektował Aleksander Biborski, 1905. Jedyna secesyjna kamienica na Kazimierzu.
- ul. Miodowa 24 – Synagoga Tempel.
- ul. Miodowa 24 – Centrum Społeczności Żydowskiej.
- ul. Miodowa 24a – Kamienica. Projektował Zygmunt Prokesz, 1929. Znajdowała się w niej żydowska szkoła ludowa Cheder Iwri i gimnazjum Tachkemoni.
- ul. Miodowa 27 (ul. Warszauera 8) – Synagoga Kupa.
- ul. Miodowa 29 – Czynszowa kamienica, projektował Adam Dębski, 1898.
- ul. Miodowa 36-36a – Dawna Szkoła Miejska im. ks. Piramowicza. Projektował Stefan Żołdani, 1884. Obecnie szkoła podstawowa nr 11.
- ul. Miodowa 55 – Dom przedpogrzebowy. Projektował Władysław Kleinberger, 1903.
- ul. Miodowa 55 – Nowy cmentarz żydowski, założony w 1800 roku.

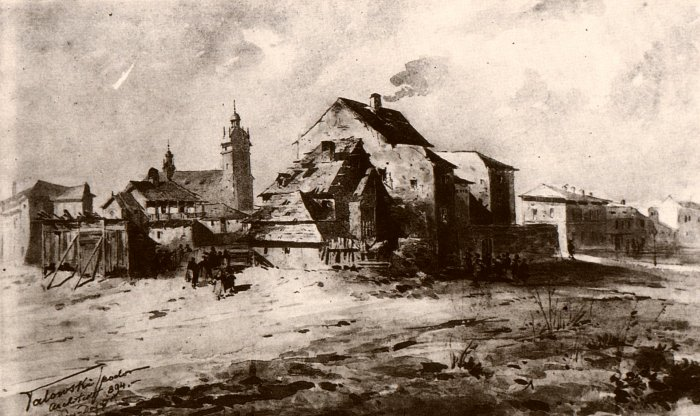
Ulica Miodowa Akwarela Teodora Talowskiego, 1895
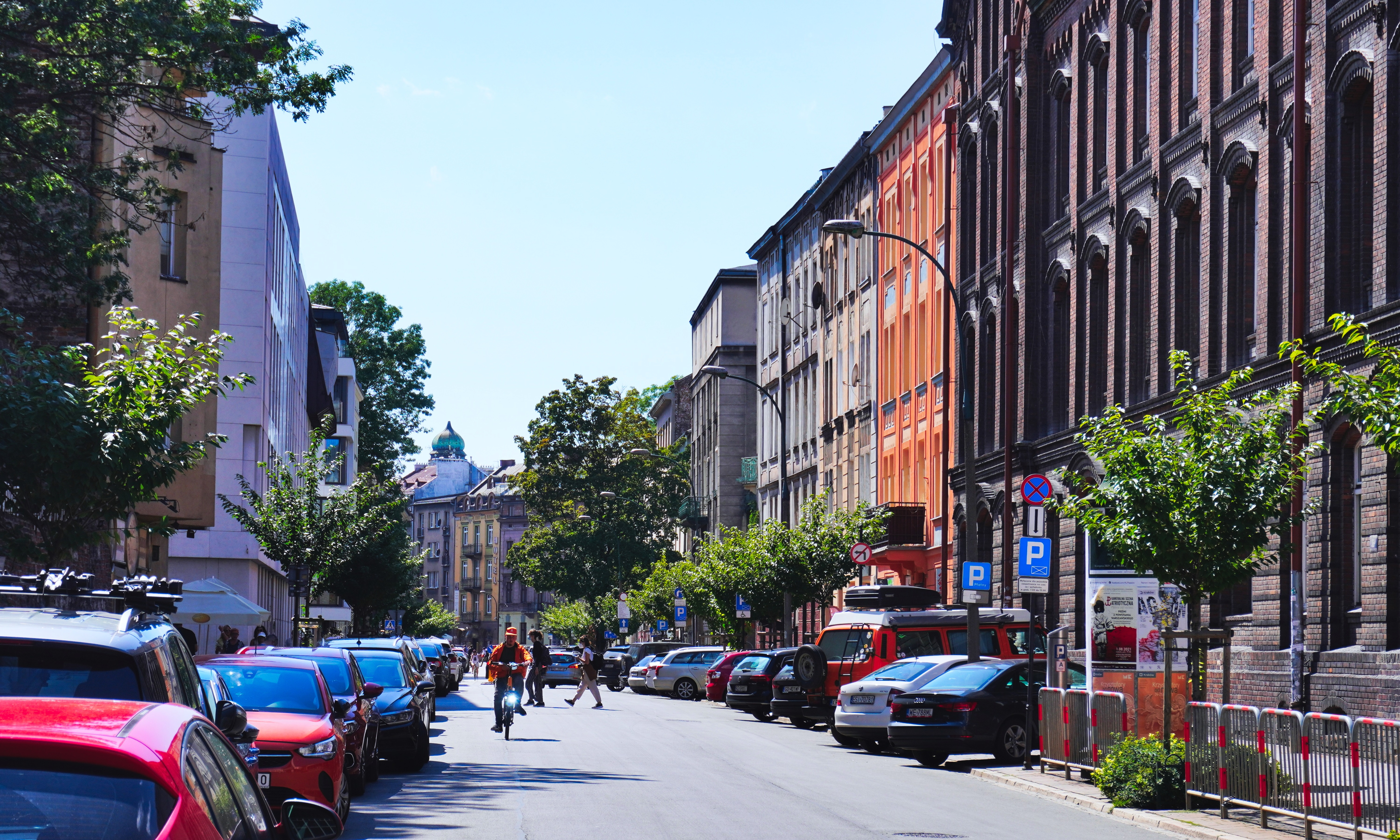
Widok od skrzyżowania z ul. Starowiślną na zachód
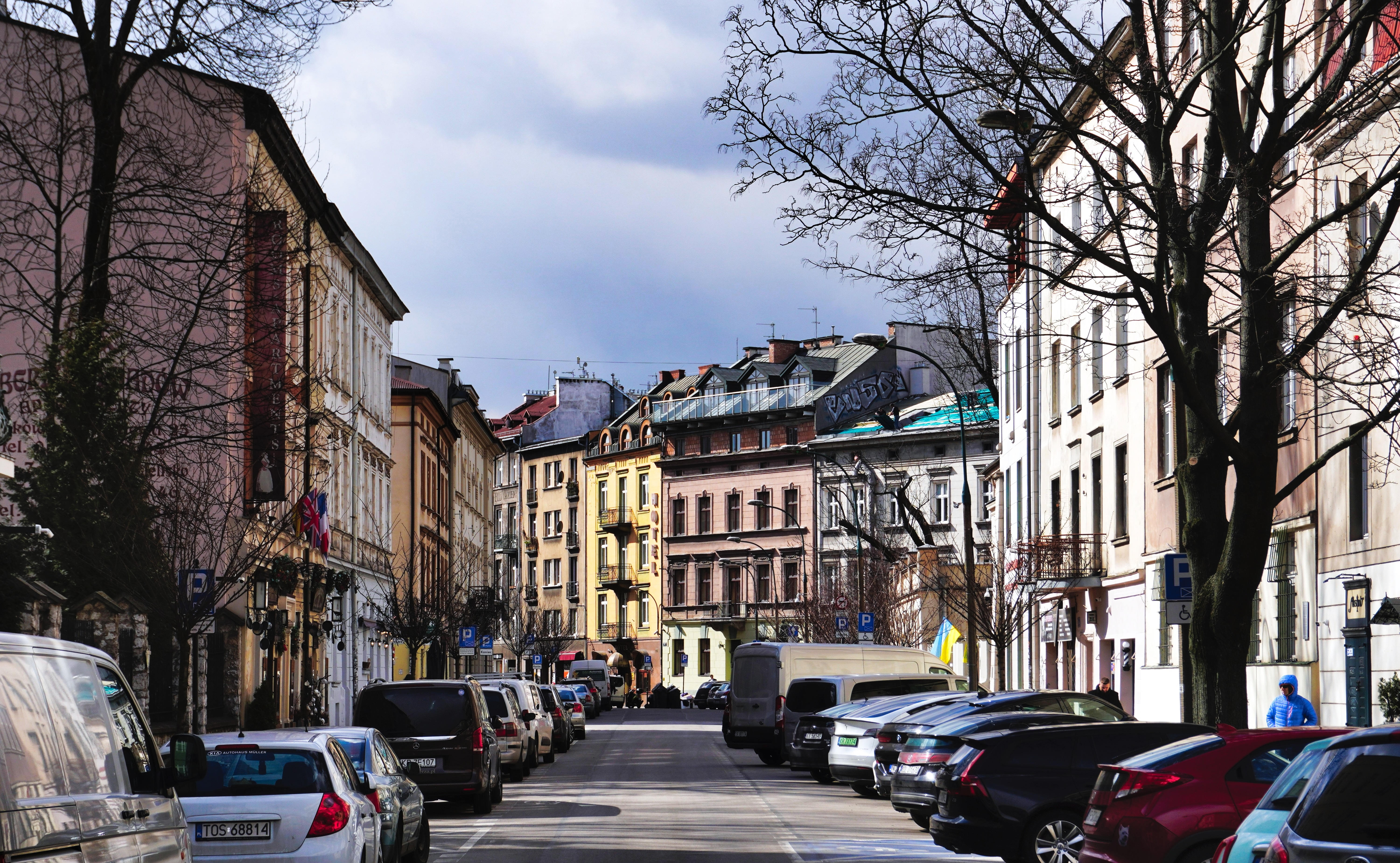
Widok od skrzyżowania z ul. Jakuba na zachód
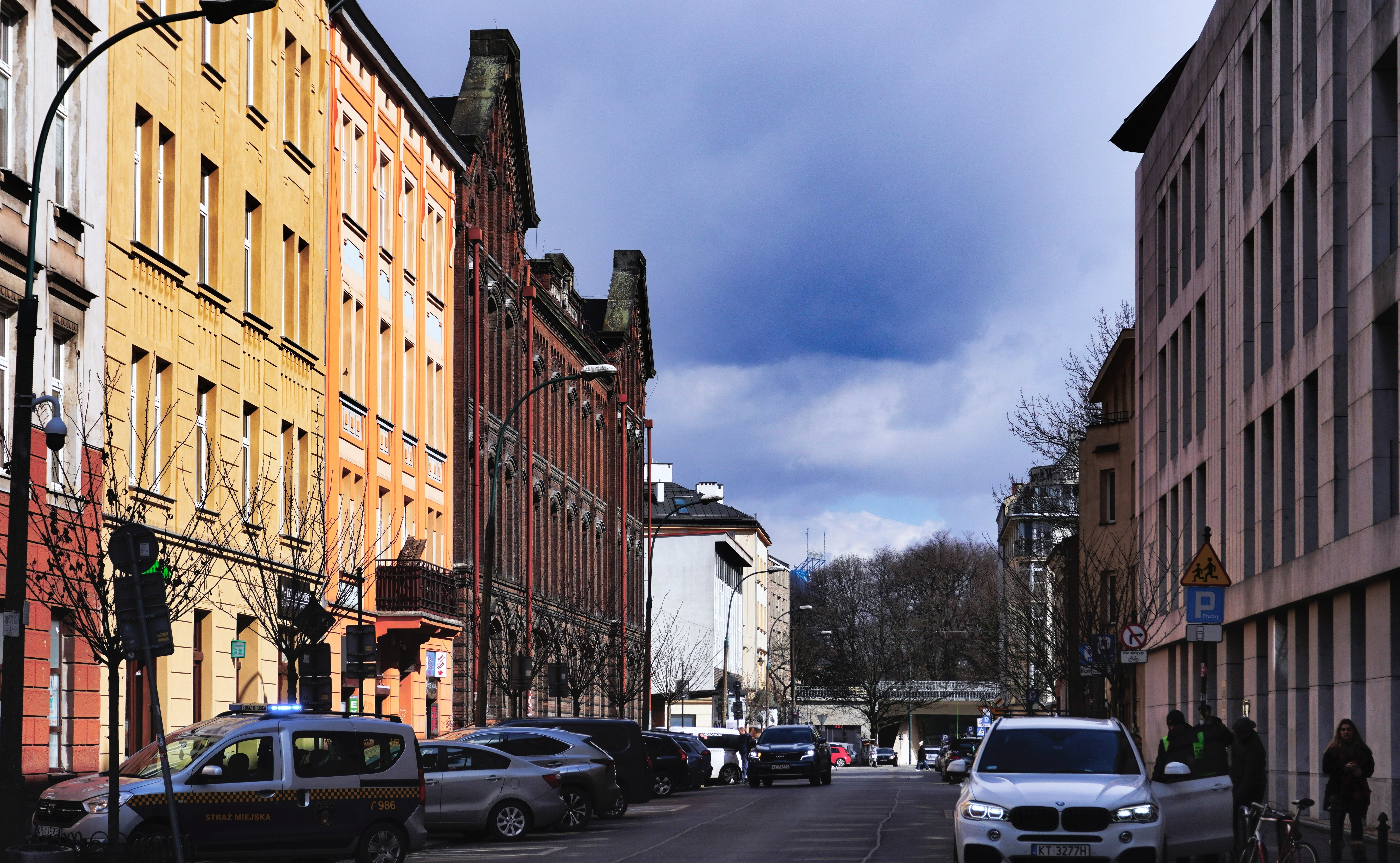
Widok od skrzyżowania z ul. Jakuba na wschód

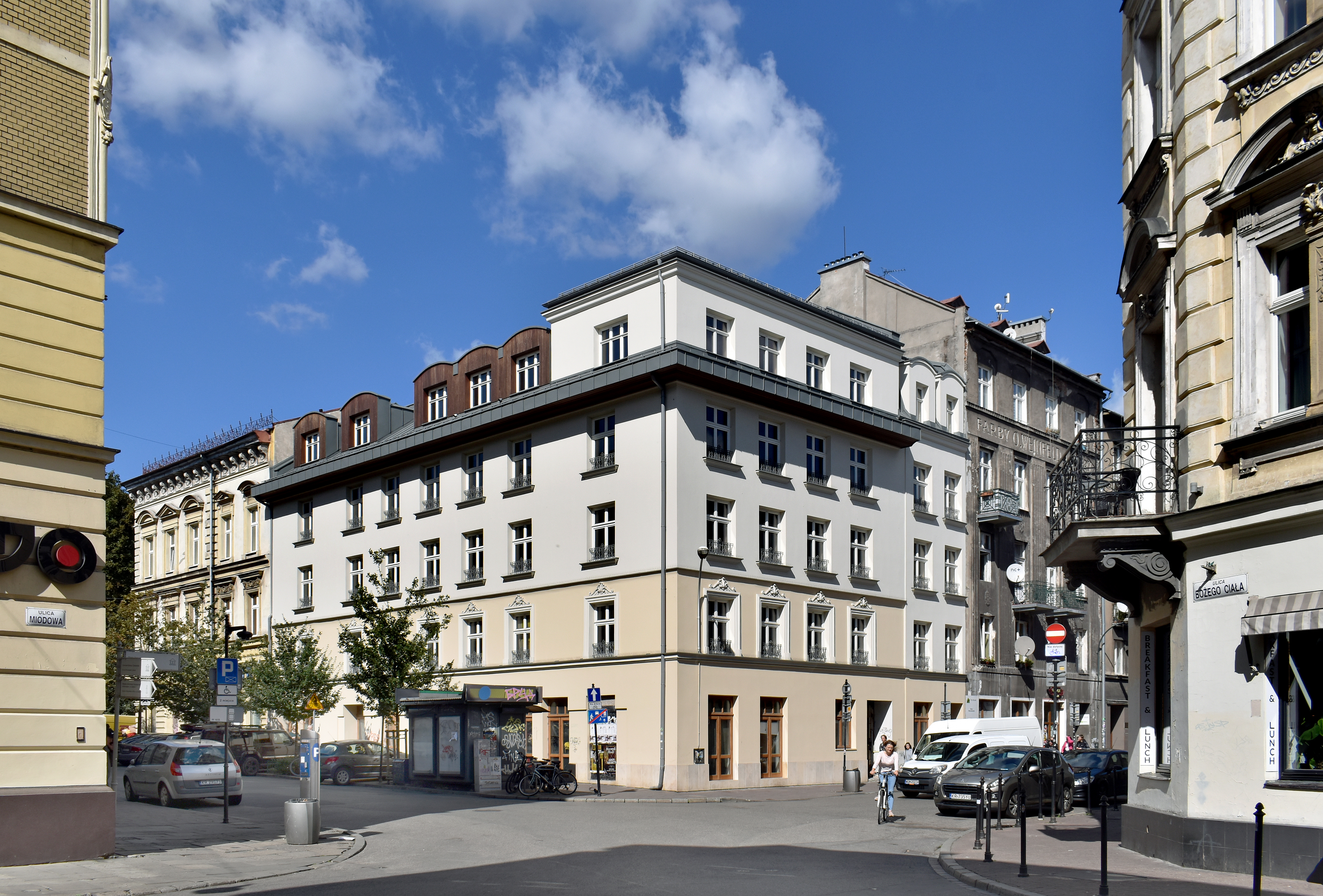
ul. Miodowa 10 (ul. Bożego Ciała 4) Kamienica,
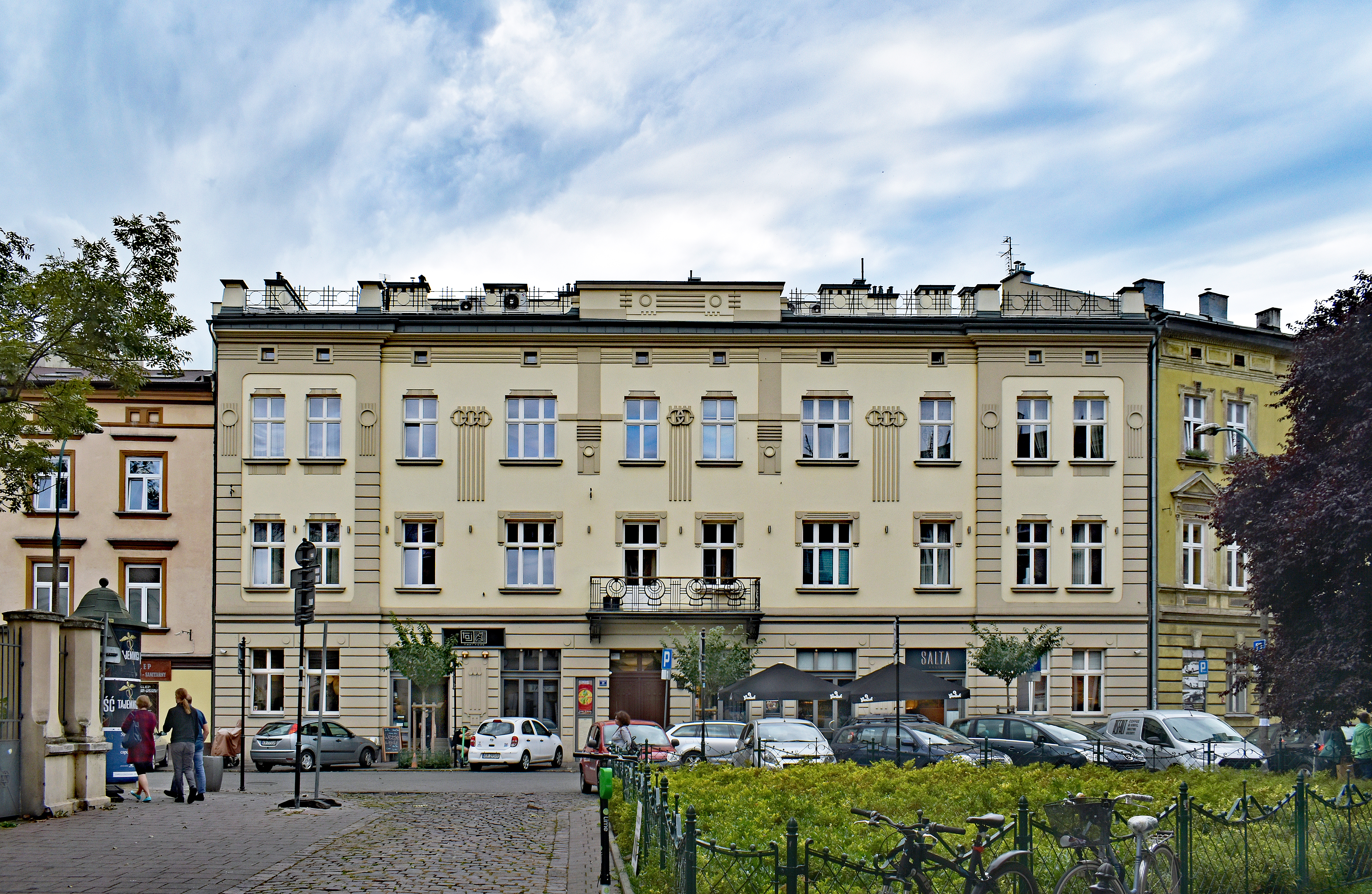
ul. Miodowa 19 Kamienica, jedyna secesyjna na Kazimierzu
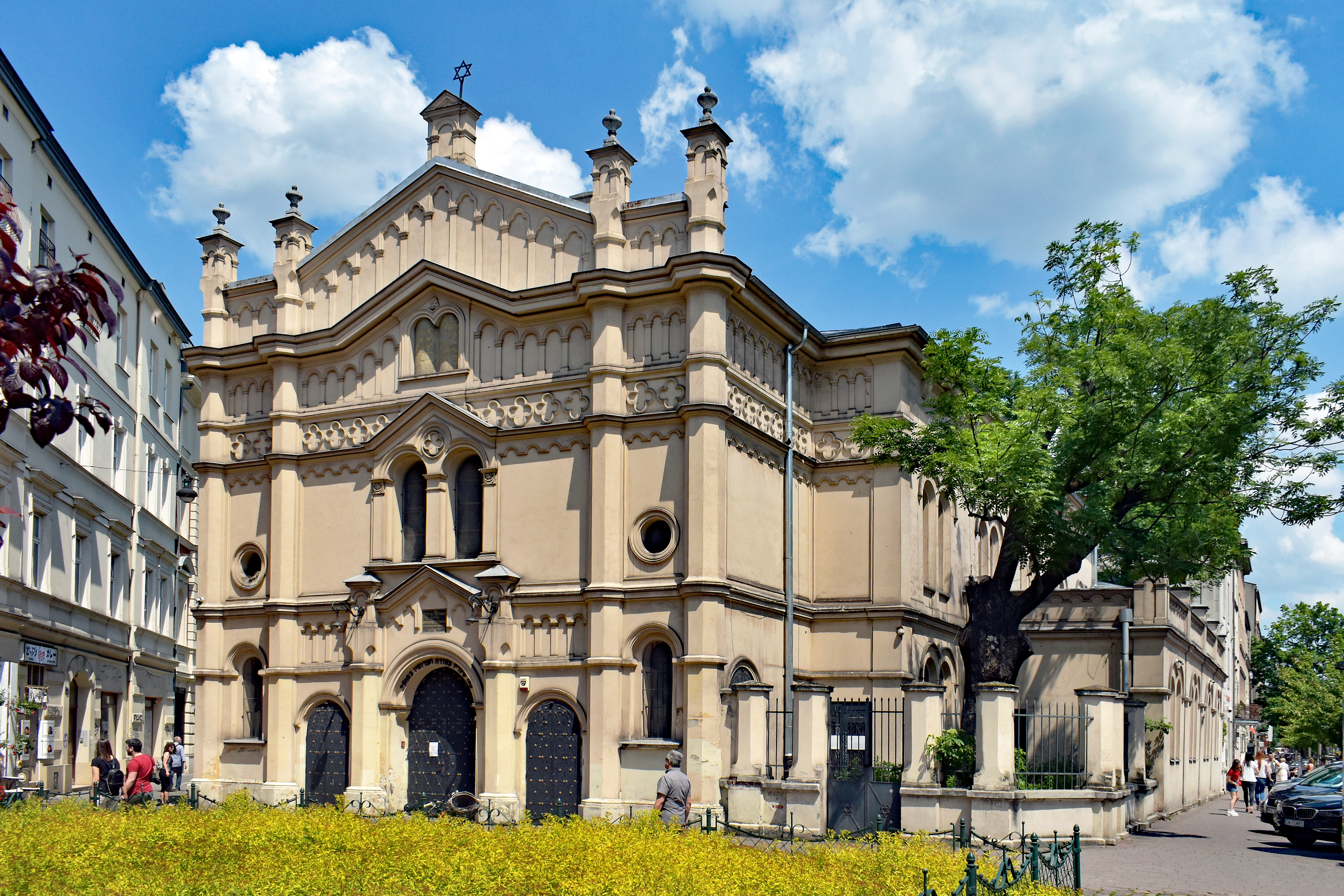
ul. Miodowa 24 Synagoga Tempel
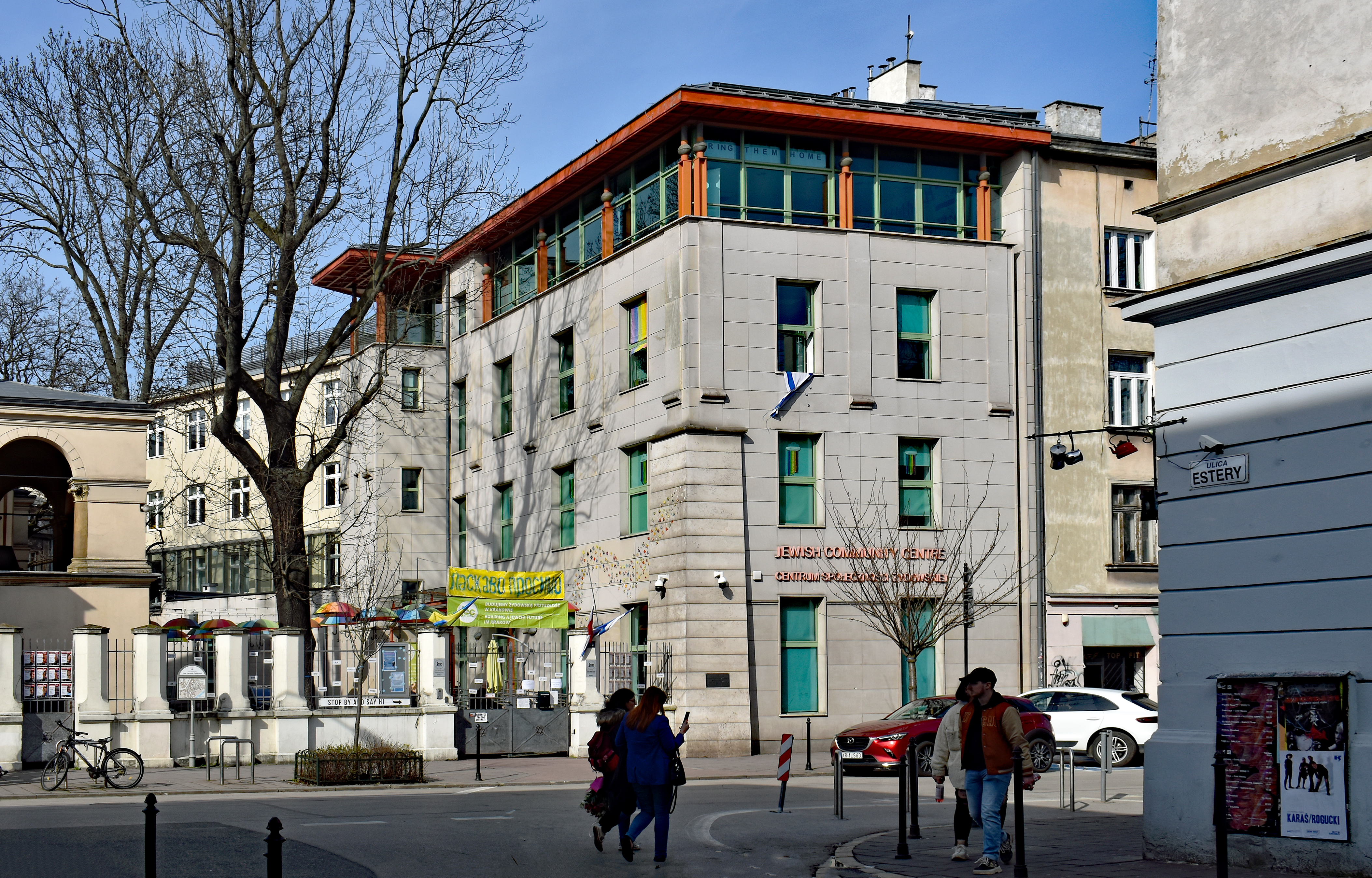
ul. Miodowa 24 Centrum Społeczności Żydowskiej
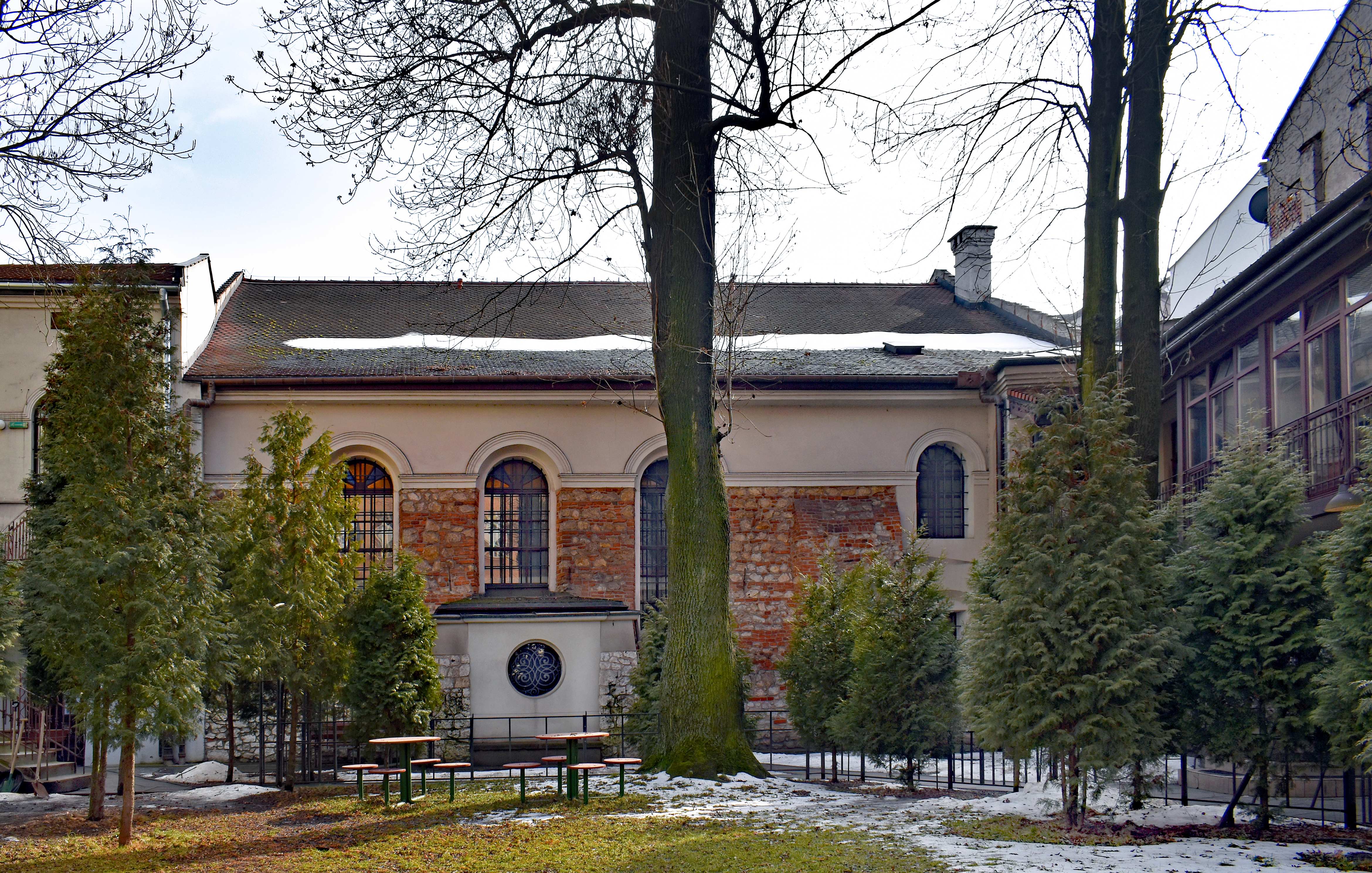
ul. Miodowa 27 Synagoga Kupa
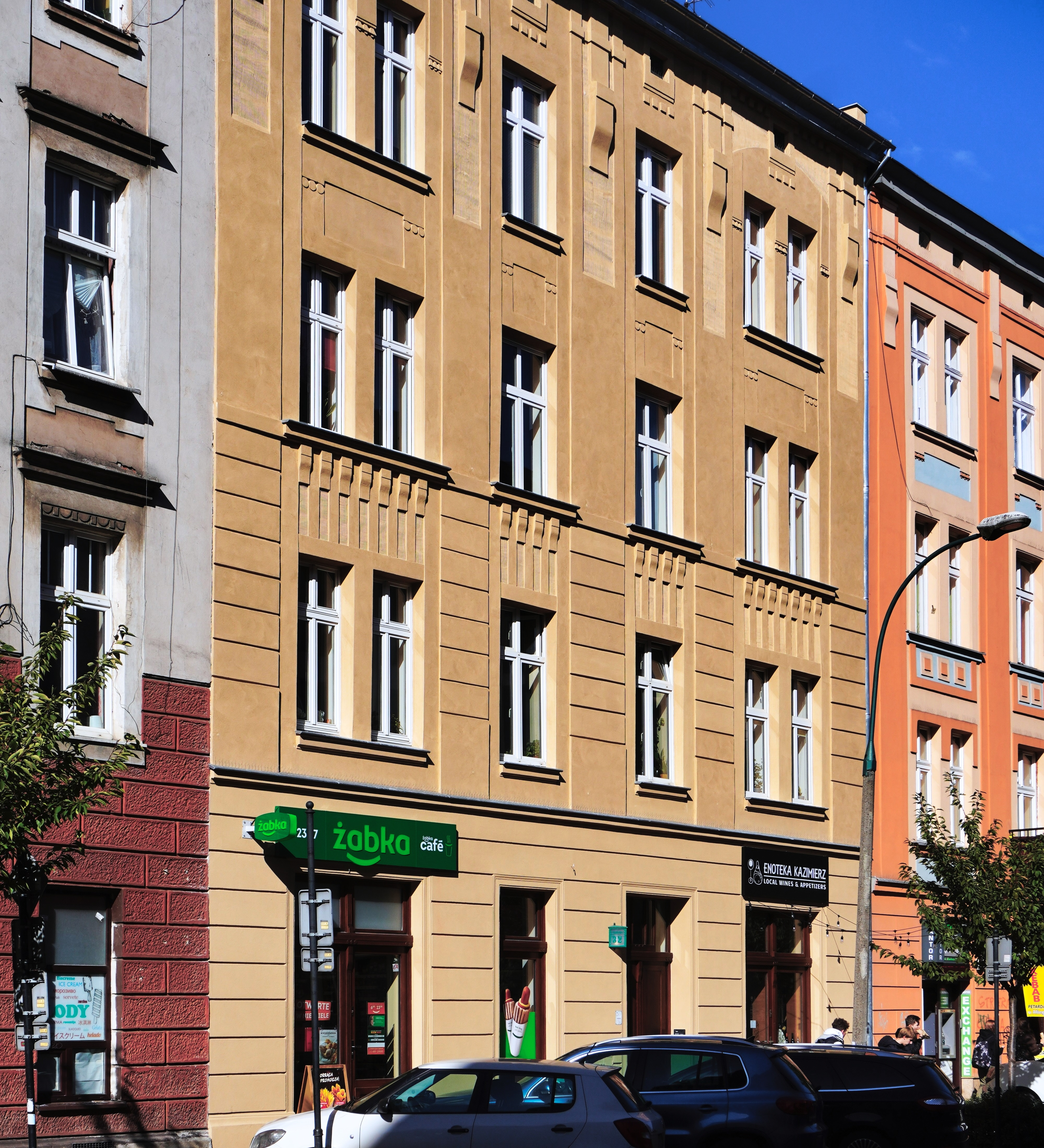
ul. Miodowa 32 Kamienica (proj. Jozue Oberleder, 1911)
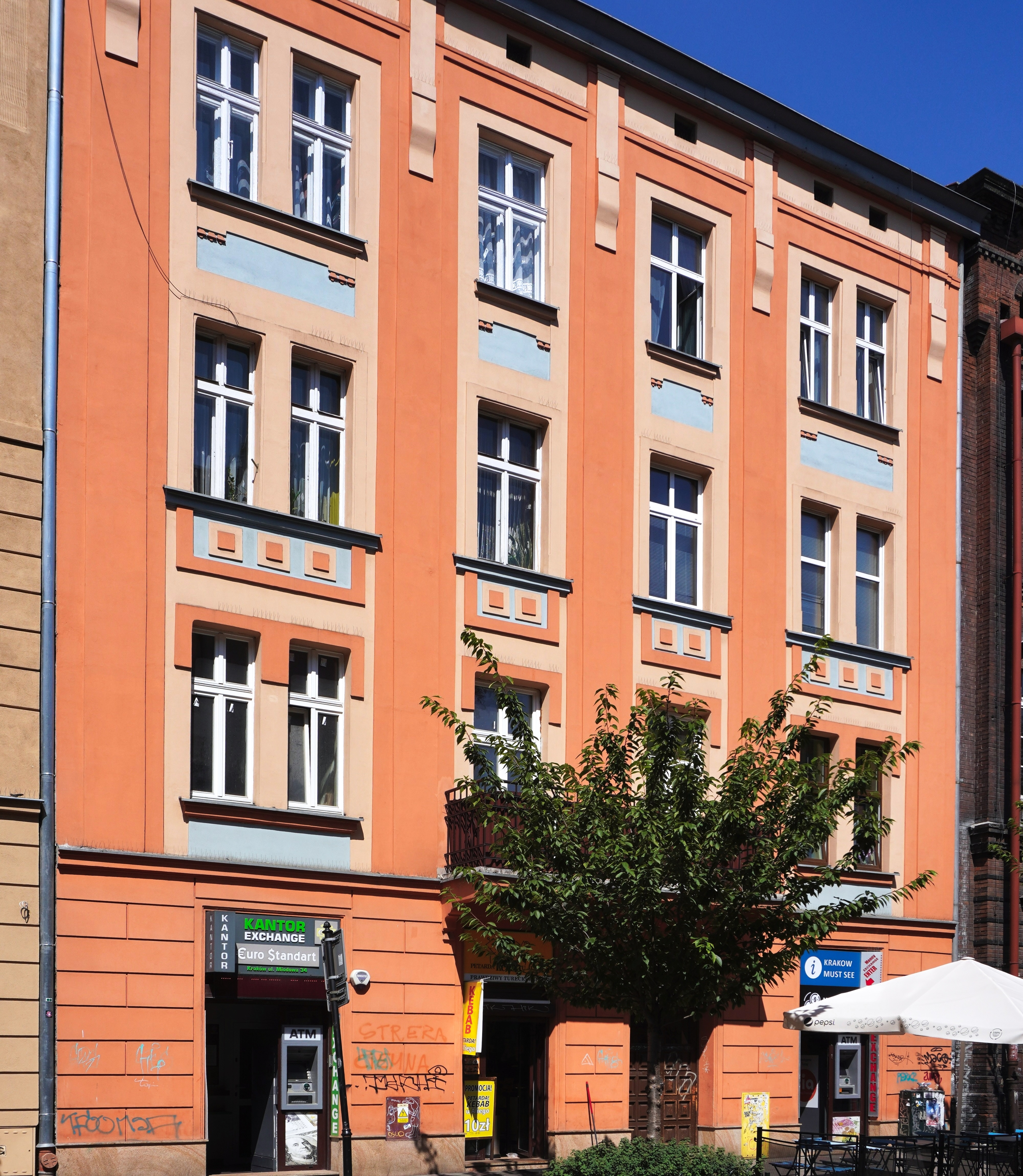
ul. Miodowa 34 Kamienica (proj. Jozue Oberleder, 1911)
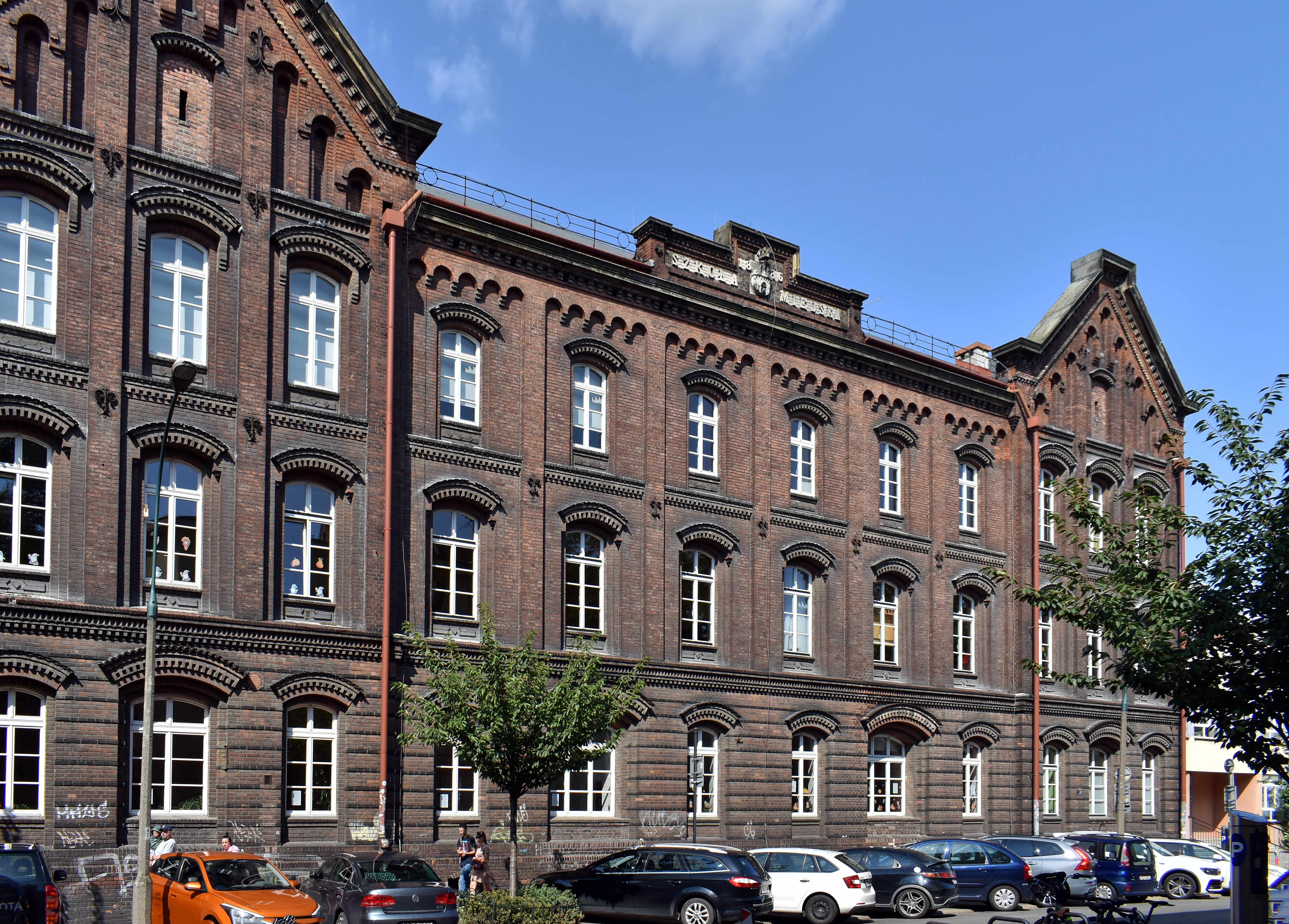
ul. Miodowa 36 Dawna Szkoła Miejska im. ks. Piramowicza
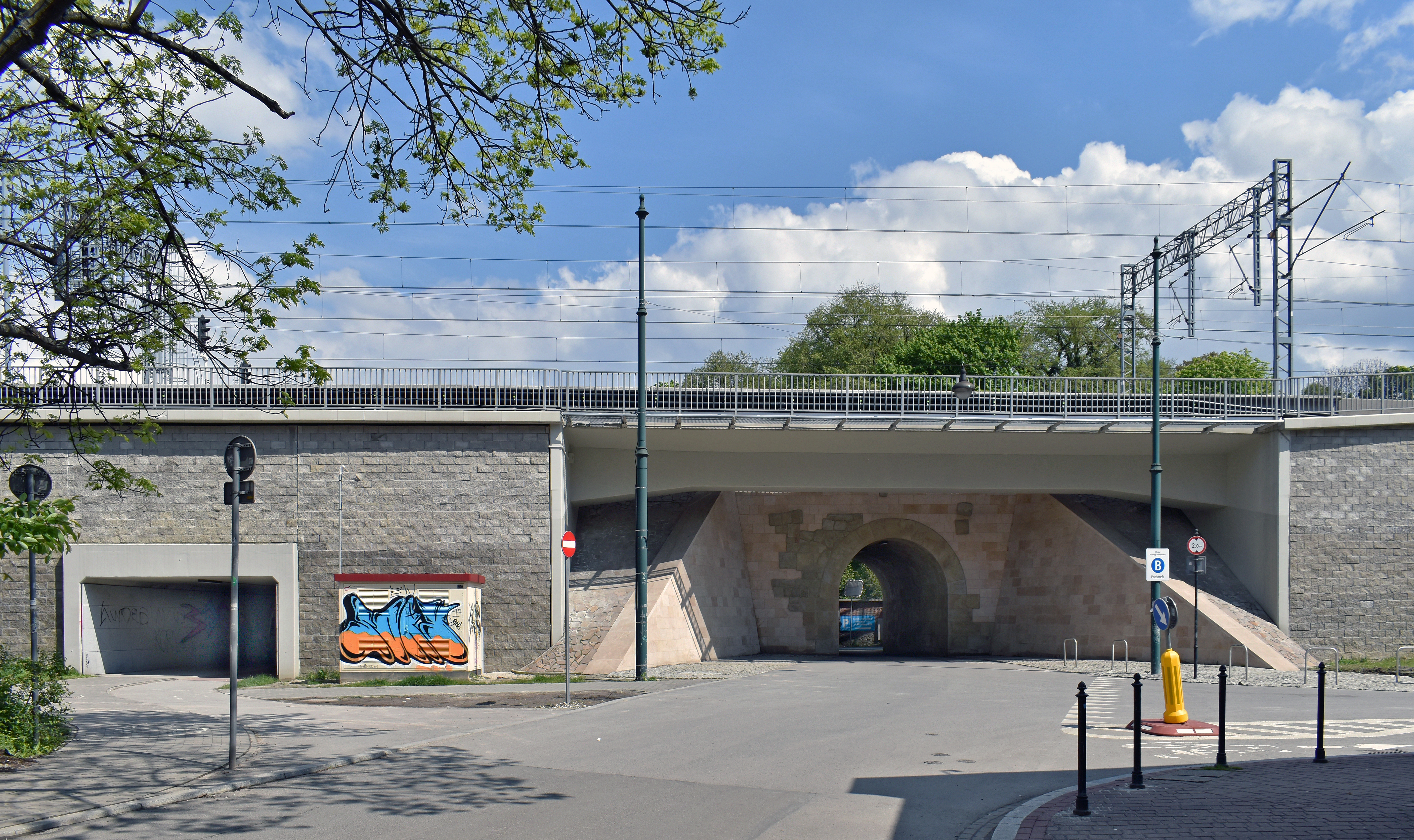
Przepust drogowy pod linią 91. Powstał około 1855 roku. Po przebudowie (2024)
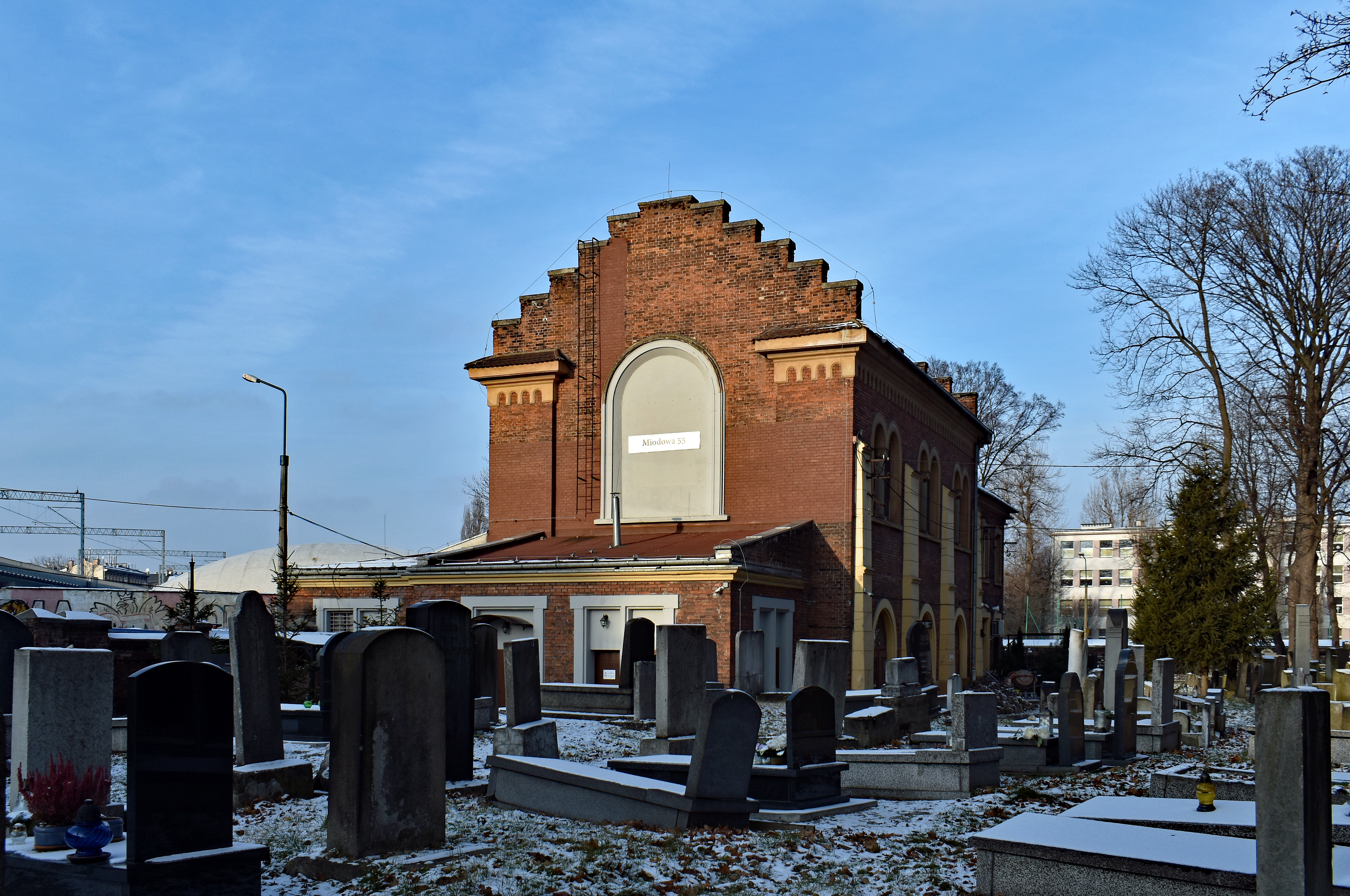
ul. Miodowa 55 Dom przedpogrzebowy
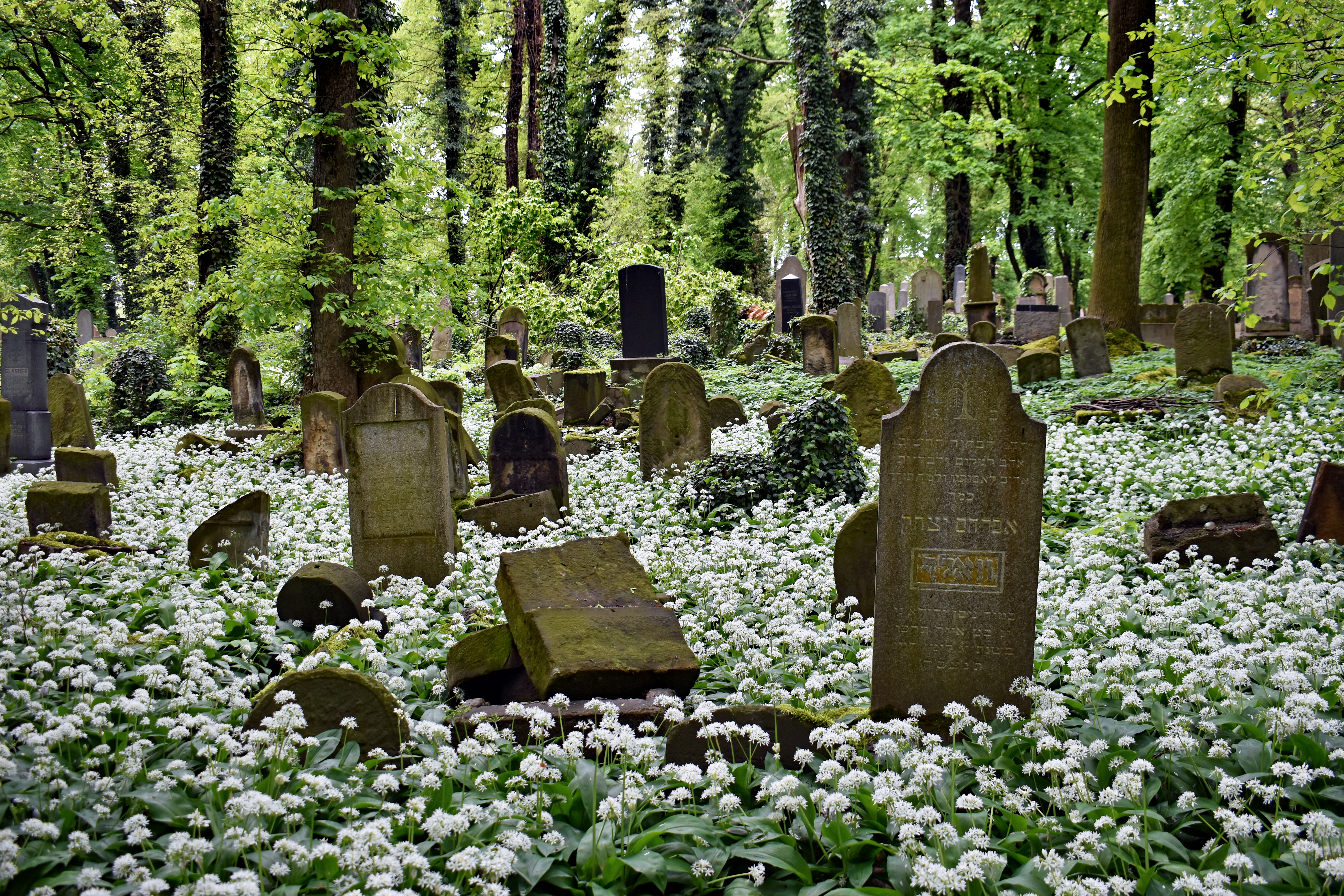
ul. Miodowa 55 Cmentarz żydowski nowy